# Phthinosuchus discors
Phthinosuchus discors è un rettile – mammifero primitivo, vissuto nel Permiano medio (circa 265 milioni di anni fa). I suoi resti sono stati rinvenuti in Russia.
Conosciuto solo per un cranio parziale, questo animale è stato studiato a lungo nonostante la frammentarietà dei resti, a partire dal 1894: Harry Govier Seeley descrisse anche la parte anteriore del cranio allungata, poi andata perduta. Successivamente vari paleontologi come Nopcsa, Efremov e Tatarinov hanno studiato l'esemplare, riscontrando somiglianze con i pelicosauri.
Le caratteristiche dello ftinosuco, infatti, lo porrebbero in una posizione intermedia tra gli antichi pelicosauri sfenacodonti del Permiano inferiore e i successivi terapsidi più evoluti, diretti antenati dei mammiferi. Il cranio, benché conosciuto in modo imperfetto, mostra finestre temporali più grandi di quelle degli sfenacodonti, e i canini erano più prominenti.
Le varie ricostruzioni dello ftinosuco proposte dai paleontologi sono da considerarsi puramente ipotetiche: di certo, questo animale dotato di cranio alto e stretto doveva essere un predatore di medie dimensioni, lungo forse un metro e mezzo, che si cibava di piccoli vertebrati. Altri animali vissuti più o meno nella stessa epoca, ma noti attraverso resti fossili meglio conservati, sono Biarmosuchus e il grande Eotitanosuchus. Un possibile parente dello ftinosuco, conosciuto solo per una mandibola, è Phthinosaurus borissiaki.